# Reliant Scimitar
Der Reliant Scimitar ist ein Sportwagen, den die Reliant Motor Company in Tamworth (England) zwischen 1965 und 1990 in mehreren Versionen herstellte. Der Begriff Scimitar ist im Englischen eine Sammelbezeichnung für orientalische Säbel.

## Scimitar GT (SE4, 1965–1970)

### Modellgeschichte
Der erste Scimitar GT SE4 war ein 2+2-sitziges Coupé mit Stufenheck, das von Tom Karen für Ogle Design entworfen worden war. Das Design lehnte sich an einen Entwurf an, den Karen kurz zuvor für einen letztlich nicht realisierten Nachfolger des Daimler SP250 entwickelt hatte. Die Proportionen des Entwurfs zitierten das bekannte Sportwagenmuster: Auf eine lange Motorhaube folgten eine knappe Fahrgastzelle und eine kurze Heckpartie. Bei der Gestaltung der Wagenfront hatte sich Karen nach eigenen Aussagen vom Lamborghini 350 GT inspirieren lassen.
Technisch beruhte der GT SE4 auf dem Fahrgestell des Sabre. Die Karosserie war wie bei allen Reliant-Modellen aus Kunststoff gefertigt.
Der Scimitar GT SE4 wurde auf der Earls Court Motorshow 1964 vorgestellt. Er wurde zwischen Frühjahr 1965 und 1970 produziert. Zunächst war der Wagen ein Erfolg; Presse und Kundschaft nahmen das neue Modell freundlich auf. Mit der Präsentation des zeitweilig parallel produzierten Kombicoupé GTE ließ die Begeisterung der Kundschaft für den konventionellen GT allerdings nach, so dass Reliant den GT im Laufe des Jahres 1970 aus der Produktion nahm.
In der Zeit von 1965 bis 1970 entstanden vier Versionen des GT, die sich vor allem in technischen Aspekten voneinander unterschieden.
- Basismodell war der Scimitar GT (SE4). Er wurde von einem Sechszylinder-Reihenmotor mit 2,6 Litern Hubraum angetrieben, der vom Ford Zephyr / Zodiac stammte und einige Jahre zuvor bereits im AC Greyhound eingesetzt worden war. Von diesem Basismodell entstanden im ersten Produktionsjahr 59 Exemplare.

- Im Sommer 1965 wurde das Fahrwerk geändert. Die Hinterachse erhielt zwei parallel verlaufende Schubstreben; ferner wurden das Wattgestänge modifiziert und ein anderes Differential eingeführt. Ab da hieß das Modell intern SE 4a und wurde bis zum Sommer 1966 produziert.

- Im Sommer 1966 wurde es weiter überarbeitet. Das schwere, unsportliche 2,6 Liter-Triebwerk wurde von einem Ford-Essex-V6-Motor mit 3,0 l Hubraum ersetzt, der 128 PS leistete. Fahrzeuge der letzten beiden Jahre erhielten die Vorderradaufhängung des Triumph TR6. Diese Version, die die Bezeichnung SE4b erhielt, wurde von 1966 bis 1970 produziert.

- Im September 1967 brachte Reliant schließlich den preiswerteren Scimitar GT SE4c heraus, der eine 2,5 l-Version des Essex-Motors erhielt. Er war £ 105 günstiger als der weiter parallel produzierte SE4b. Er war mit einer Drehstromlichtmaschine ausgestattet, während der Ford Zephyr 6 mit einer Gleichstromlichtmaschine auskommen musste[3]. Abgesehen davon entsprach der SE4c technisch vollständig dem SE4b. Er war von 1967 bis 1970 im Angebot.

### Produktion
| Modell           | Motorisierung   | Hubraum   | Leistung          | Bauzeit   | Exemplare |
| ---------------- | --------------- | --------- | ----------------- | --------- | --------- |
| Scimitar GT SE4  | Ford 6 Reihe    | 2,6 Liter | 120 bhp (88 kW)   | 1965      | 59        |
| Scimitar GT SE4a | Ford 6 Reihe    | 2,6 Liter | 120 bhp (88 kW)   | 1965–1966 | 238       |
| Scimitar GT SE4b | Ford V6         | 3,0 Liter | 128 bhp (94 kW)   | 1966–1970 | 591       |
| Scimitar GT SE4c | Ford V6 "Essex" | 2,5 Liter | 119 bhp (87,5 kW) | 1967–1970 | 118       |

## Scimitar GTE
1967 entwickelten Reliant und Tom Karen den Scimitar GTE, einen Shooting Brake mit technischen Anleihen beim bisherigen Scimitar GT.

### Das Design
Unmittelbarer Anlass für diese Entwicklung waren die Kritiken zahlreicher GT-Kunden, die die Leistung des Coupés schätzten, allerdings das beschränkte Raumangebot bemängelten. Erste Überlegungen gingen dahin, den Radstand und die Fahrgastzelle des GT zu verlängern, die Stufenheck-Auslegung aber beizubehalten. Ein Tonmodell ergab, dass der Raumgewinn einer solchen Version nur marginal war. Bereits ein Jahr zuvor war ein Kombifahrzeug auf der Basis des SE4 entstanden, das eine gerade Gürtellinie und große seitliche Glasflächen hatte, die in das Dach hineingezogen waren. Bei diesem Fahrzeug, das offiziell den Namen Ogle GTS trug und in der Presse wiederholt als "Gewächshaus" bezeichnet wurde, handelte es sich um eine Auftragsarbeit für das Unternehmen Triplex Safety Glasses. Das "Gewächshaus" war kein unmittelbarer Vorgänger des GTE und kann auch nicht als ein erster Prototyp angesehen werden. Er offenbarte Reliant aber, dass eine Kombiversion ein vielversprechendes Konzept sein konnte. Tom Karen fand den unmittelbaren Schlüssel zum GTE auf der Earls Court Motorshow 1967. Dort sah er erstmals Bertones neuen Lamborghini Espada, von dessen Raumkonzept er nach eigener Aussage beeindruckt war.
Noch während der Earls Court Motorshow zeichnete Karen eine Version des GT mit Kombiheck und zwei Türen. Seine Überlegungen, die er unter Bezugnahme auf einen Entwurf für die türkische Automobilmarke Anadol anstellte, führten bald dazu, eine nach hinten abfallende Dachpartie mit einer ansteigenden Gürtellinie zu verbinden. Damit waren die Eckpunkte des GTE-Designs geschaffen.

### Technik
Der GTE hat nicht das Chassis des GT (SE4). Reliant entwickelte einen eigenständigen Rahmen, der sich konzeptionell an dem des Triumph Herald orientierte. Der Radstand war mehr als 20 cm länger als beim GT, die Spurweite wurde um 10 cm (vorn) bzw. 7,6 cm (hinten) vergrößert. Die Lenkung wurde vom Austin 1800 übernommen. Als Antrieb verwandte Reliant wie schon beim GT Motoren von Ford UK, die im Laufe der Jahre einige Veränderungen erfuhren.

### Bedeutung
Der Scimitar GTE war ein bedeutsames Auto, sowohl für den Hersteller Reliant als auch für die Automobilindustrie an sich. Das Design gilt als wegweisend. Auch wenn es bereits vorher bei anderen Herstellern einige sportliche dreitürige Kombis gegeben hatte – beispielsweise den Chevrolet Nomad von 1955 oder die in Einzelstücken produzierten Shooting Brakes von Aston Martin, setzten Karen und Reliant die Verbindung aus Kombiwagen und Coupé erstmals in der Serienproduktion um. Tom Karen schuf mit dem Scimitar GTE eine neue Fahrzeugklasse, das sogenannte Kombicoupé. Das Design des Scimitar GTE beeinflusste unmittelbar eine ganze Reihe anderer, ähnlich gestalteter Modelle vom Volvo P 1800 ES über den Lancia Beta HPE bis hin zum VW Scirocco III. Tom Karen bezeichnete in einem Interview aus dem Jahr 2001 den Scimitar GTE als seinen wichtigsten Entwurf.
Der GTE erfreute sich in den 1960er und 1970er Jahren vor allem in Großbritannien großen Zuspruchs. Trotz teilweise erheblicher Qualitätsprobleme verkaufte er sich gut. Zum Erfolg des Wagens trug sicherlich auch der Umstand bei, dass er mit Prinzessin Anne eine Liebhaberin aus dem Hause der Royals hatte; die Tochter der britischen Königin fuhr im Laufe der Jahre nicht weniger als sieben – nach anderen Quellen neun und nach wieder anderen sogar zehn – Scimitar GTEs der Serien SE5 und SE6. Prinzessin Anne erhielt 1986 den letzten bei Reliant hergestellten Scimitar GTE, während ihr Vater, Prinz Philip, für zwei Jahre dessen Prototypen fuhr.

### Versionen

#### Scimitar GTE SE5 / SE5a
Der 1968 erstmals präsentierte Scimitar GTE trug die interne Bezeichnung SE5. Von ihm wurden zwei Serien hergestellt:
- Die anfängliche Version namens SE5 hatte eine Motorisierung, die dem GT (SE4) entsprach. Er war wahlweise mit einer 2,5 oder 3,0 Liter großen Version des Ford-Essex-Sechszylinders zu haben. Der 3,0 Liter-Motor verlieh dem Wagen eine Höchstgeschwindigkeit von 193 km/h und war gefragter als der 2,5 Liter-Motor, den man später fallen ließ. Ab 1970 gab es auf Wunsch ein Borg-Warner 35 Automatikgetriebe und ab 1971 konnte man für das manuelle Vierganggetriebe einen Overdrive ordern. Die letzten, im Frühjahr 1972 hergestellten SE5-Modelle erhielten eine stärkere Motorisierung: Sie wurden mit dem modifizierten 3,0-Liter Sechszylindertriebwerk des aktuellen britischen Ford Granada ausgestattet, das 135 PS leistete. Das Schaltgetriebe wurde nunmehr vom Ford Transit übernommen und war mit einem Overdrive von Laycock de Normanville gekoppelt.

- Im Oktober 1972 wurde eine modifizierte Version mit der internen Bezeichnung SE5a eingeführt. Das neue Modell übernahm das Triebwerk des Ford Granada und das Getriebe des Transit. In technischer Hinsicht erhielt der SE5a ein neues, stärkeres Differential. Abgesehen davon betrafen die wesentlichen Änderungen die Gestaltung des Innenraums. Das Armaturenbrett war neu gestaltet worden; es gab nun eine breite Mittelkonsole und sichere Wipp- statt Kippschalter. Vor allem die veränderte Motorisierung führte dazu, dass der SE5a deutlich verbesserte Fahrleistungen zeigte. Der Wagen beschleunigte in 9,3 Sekunden von 0 auf 100 km/h und die Höchstgeschwindigkeit stieg um 10 km/h. Der SE5a wurde bis 1975 produziert.

- Etwa 1970 entstand eine stark modifizierte Version des GTE mit verdeckten Scheinwerfern, senkrecht stehenden Rückleuchten und einer aufgewerteten Innenausstattung. Die Scheinwerferabdeckung setzte die Struktur des Fahrzeuggrills fort, sodass bei geschlossener Abdeckung der Eindruck entstand, der Grill reiche über die gesamte Fahrzeugbreite. Das Fahrzeug blieb ein Einzelstück, das für die Gattin des Reliant-Vorstands hergestellt wurde.[8]

Vom SE5 entstanden weniger als 2500 Stück, während der SE5a rund 6630 mal hergestellt wurde, was ihn zum erfolgreichsten Scimitar-Modell macht.

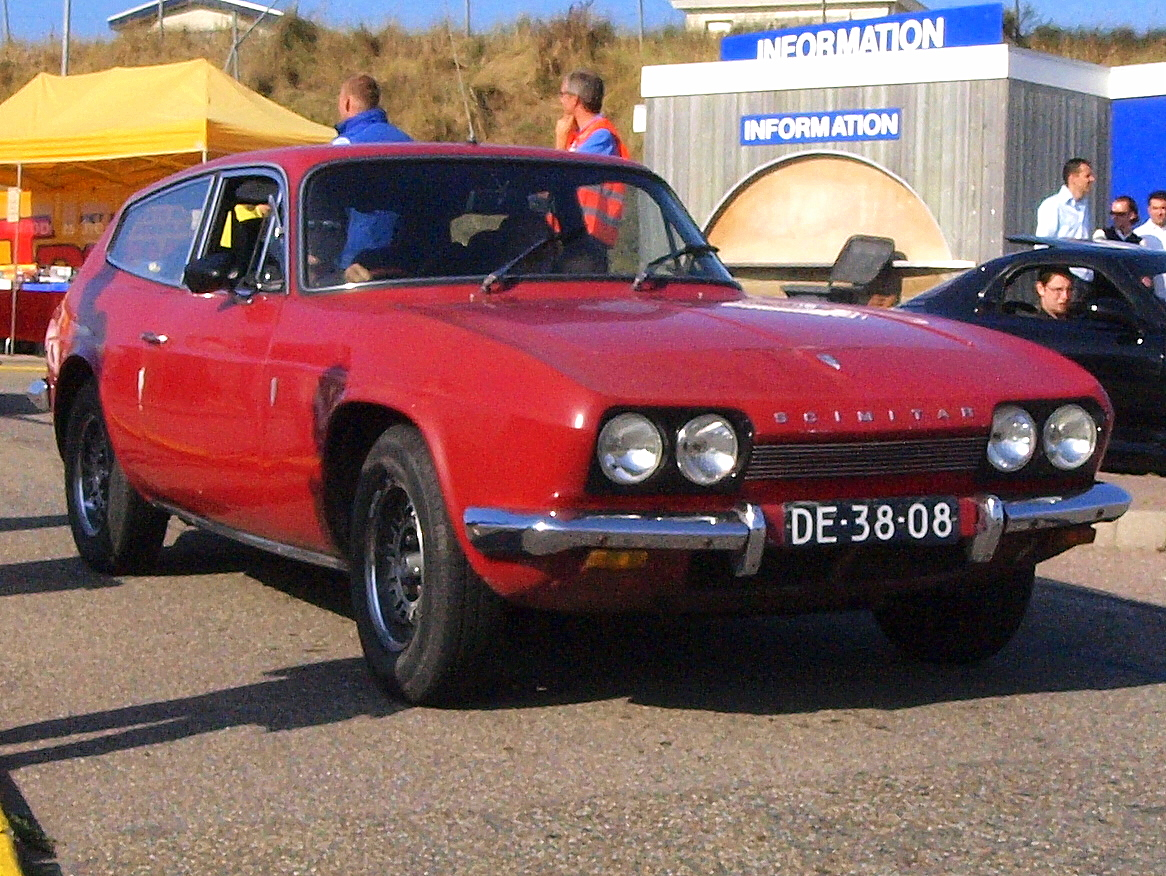
Reliant Scimitar GTE SE5a (1972–1975)
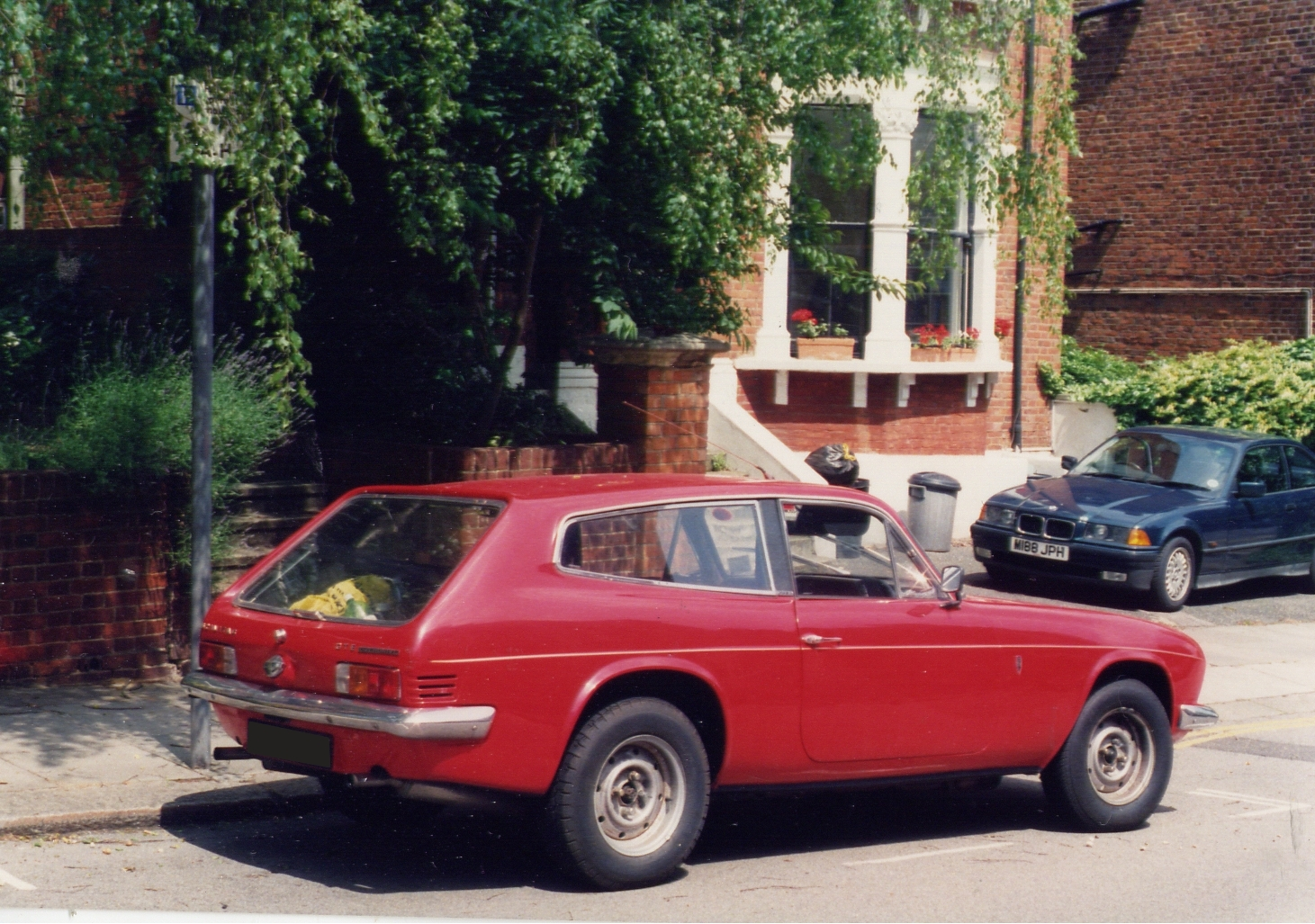
Die Heckleuchten stammen vom Hillman Hunter

#### Scimitar GTE SE6/SE6A (1975–1979) und SE6B (1979–1986)
Seit den frühen 1970er-Jahren arbeiteten Reliant und Tom Karen an einem Nachfolger für den SE5. Das neue Modell sollte größer ausfallen als der Vorgänger, ohne aber das Konzept und das grundsätzliche Erscheinungsbild des GTE nachhaltig zu verändern.
Zu Beginn der Entwicklungsarbeiten wurde ein SE5 der Länge nach sowie quer hinter den Türen zersägt. Die so entstandenen vier Fahrzeugteile wurden so lange gegeneinander verschoben, bis geeignete Proportionen des neuen Fahrzeugs ermittelt waren. Im Ergebnis wurde der Radstand gegenüber dem SE5 um 102 mm und die Türen um 63 mm verlängert, die Breite wuchs um 76 mm. Das hatte zur Folge, dass kein Teil der Karosserie und der Verglasung für das neue Modell verwendet werden konnten. Im Ergebnis verlor der GTE durch diese Vergrößerung seinen sportlichen Charakter und wurde nun vornehmlich als Luxusautomobil positioniert. Diesem Ansatz entsprach auch die deutlich verbesserte Geräuschdämmung, die effektiv war, gleichzeitig aber das Fahrzeuggewicht erhöhte.

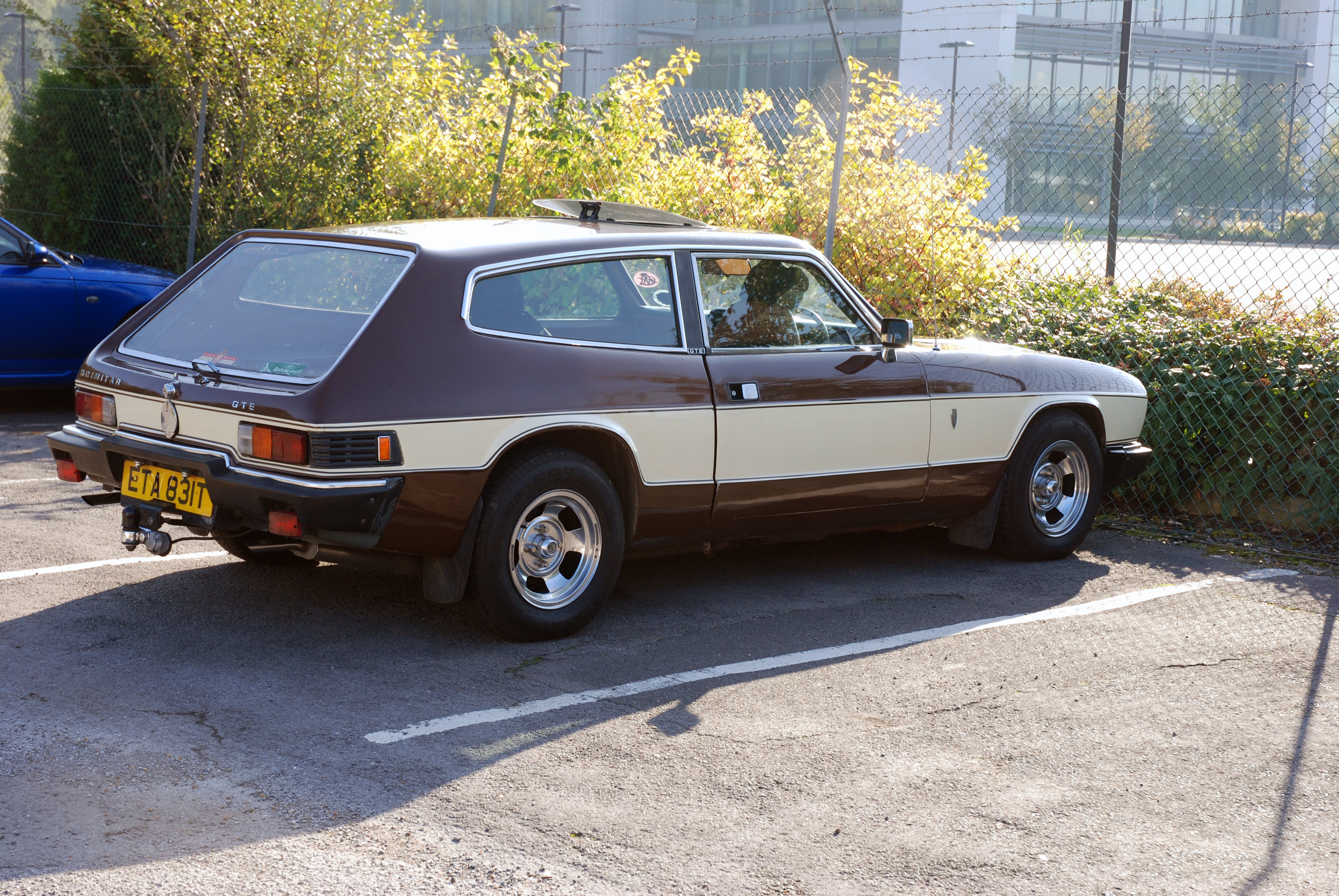
Heckansicht

Äußerlich fiel das neue Modell durch breite, schwarz lackierte Plastikstoßstangen auf, die vorn und hinten im Bereich der Kfz-Kennzeichen erhöht waren. Die – im Grunde unveränderten – Heckleuchten waren nun in einer schwarzen Plastikeinfassung integriert, die seitlich um die Kotflügel herumgezogen war. Schließlich gab es neue Klapptürgriffe, die der Produktion von British Leyland entnommen waren. Das Interieur wurde überarbeitet: das Armaturenbrett wurde neu gestaltet, und die Lehnen der hinteren Sitzbank waren nun umklappbar, um den Kofferraum vergrößern zu können. Die Antriebstechnik blieb, abgesehen von Detailmodifikationen, unverändert.
Der neue Reliant Scimitar GTE erhielt die werksinterne Bezeichnung SE6. Der Wagen wurde 1975 präsentiert, die Serienproduktion begann noch im gleichen Jahr. Das Fahrzeug wurde elf Jahre lang hergestellt. In diesem Zeitraum entstanden drei Serien:
- Der anfänglich produzierte SE6 war mit dem bekannten 3,0 Liter-Sechszylindermotor von Ford ausgestattet. Das Triebwerk leistete 135 PS. Durch sein erhöhtes Gewicht war der SE6 geringfügig langsamer als der SE5a. Nach Werksangaben war aber noch immer eine Höchstgeschwindigkeit von 190 km/h möglich.

- Zu Beginn des Jahres 1977 war die Einführung einer neuen Serie notwendig geworden. Viele der ersten Kunden des SE6 hatten sich über Qualitätsmängel beschwert, deren Behebung grundsätzliche Konstruktionsänderungen erforderlich machte. Die neue, nun als SE6a bezeichnete Serie hatte eine stabilere A-Säule, ein effektiveres Bremssystem und eine präzisere Servolenkung. Abgesehen davon blieb der SE6a optisch unverändert. Diese Modifikationen waren eine spürbare Verbesserung des GTE; andererseits beeinträchtigten die Änderungen kurz nach der Vorstellung des Wagens den Ruf des Autos; außerdem belasteten sie das Unternehmen in finanzieller Hinsicht.

- 1980 erschien die dritte Version, die als SE6b bezeichnet wurde. Sie unterschied sich vom SE6a durch eine neue Antriebseinheit. Statt des 3,0 Liter Essex-Motors wurde im SE6b nun einen modernerer 2,8 Liter großen Sechszylinder von Ford aus Kölner Produktion verwendet. Fords neues handgeschaltetes Fünfganggetriebe wurde dagegen nicht übernommen; Reliant hielt an dem bisherigen Vierganggetriebe mit Overdrive fest, das allerdings nur eingeschränkt zu dem neuen Triebwerk passte. Reliant-Fahrer bemängelten, dass dem neuen Motor trotz gleich gebliebener Leistung das Drehmoment fehle. Um das zu kompensieren, veränderte Reliant die Hinterachsübersetzung, was allerdings zu einem erhöhten Drehzahlniveau, höherem Verbrauch und gesteigertem Geräuschniveau führte. Eine zweistellige Zahl von Kunden hat daher in den frühen 1980er Jahren ihre SE6b auf die Essex-Motoren zurückgerüstet. Insgesamt erfuhr der SE6b im Laufe seiner Produktion keine Änderungen mehr. Die Begeisterung der Kundschaft ließ spürbar nach und der Ausstoß an Neufahrzeugen wurde von Jahr zu Jahr geringer. Der Reliant Owners Club ist der Ansicht, dass das Werk das Interesse an dem Scimitar verloren hatte. Als 1986 die Fertigung eingestellt wurde, waren nur 407 SE6B entstanden.

### Middlebridge Scimitar (1988–1990)

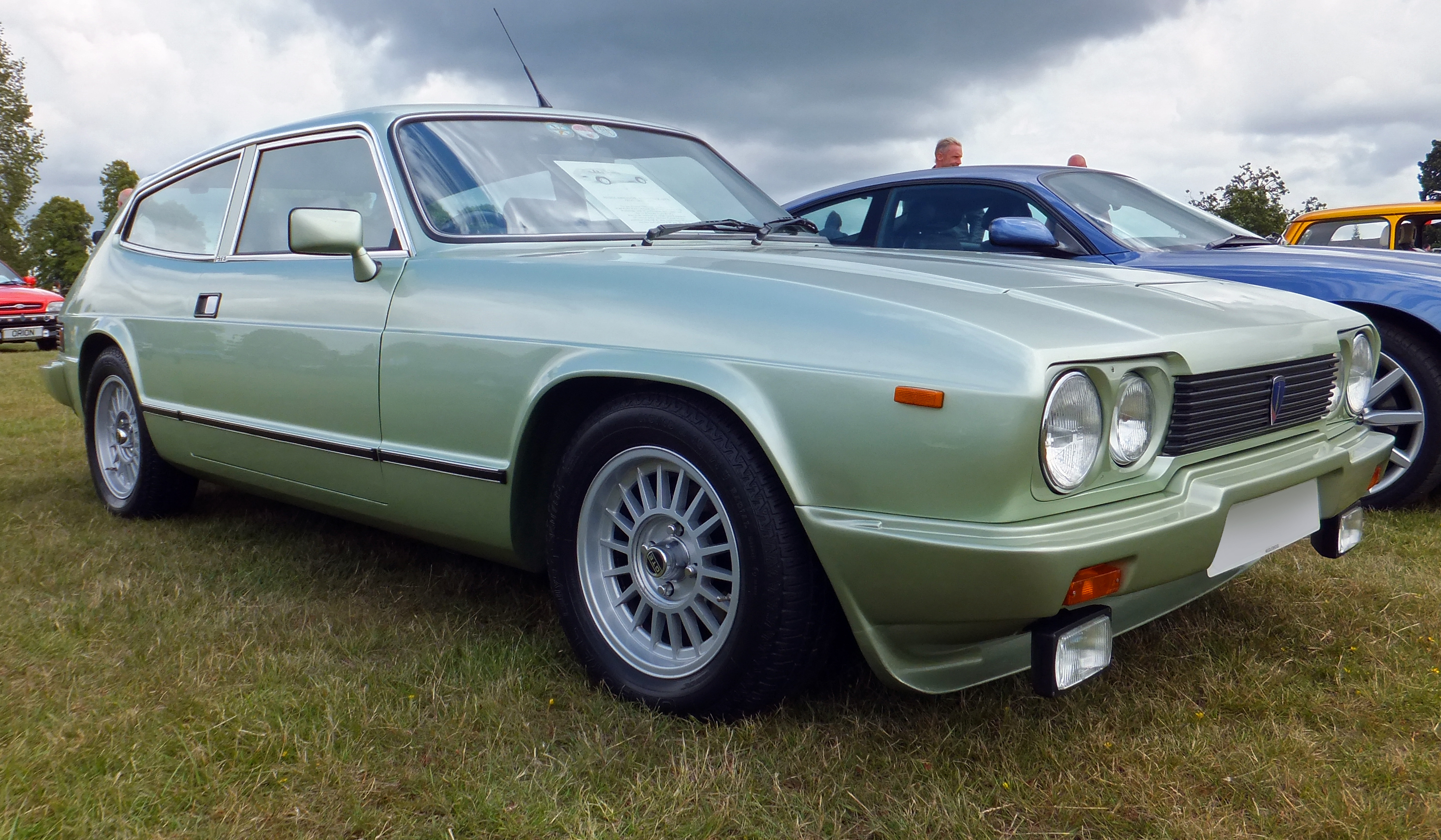
Middlebridge Scimitar GTE (1990)

Nach Einstellung der Fertigung der Scimitar-Modelle GTE und GTC bei Reliant erwarb die Middlebridge Scimitar Ltd. im Juni 1987 die Fertigungsrechte. Die in Nottingham ansässige Firma stellte den Scimitar GTE mit 2,9 Liter-V6-Motor mit vielen Verbesserungen, z. B. einer Benzineinspritzung und einem Fünfganggetriebe, her.
Nur 77 (nach anderen Quellen 99) Scimitar wurden bei Middlebridge hergestellt, bevor die Firma 1990 in Konkurs ging. Die Fertigungsrechte wurden anschließend von der Graham Walker Ltd. erworben, die bis heute Scimitars auf Bestellung fertigt.
Nachfolger des Scimitar GTE war der Reliant Scimitar SS.

### Produktion
| Modell                    | Motorisierung     | Hubraum       | Leistung                 | Bauzeit   | Exemplare |
| ------------------------- | ----------------- | ------------- | ------------------------ | --------- | --------- |
| Scimitar GTE SE5          | Ford V6 "Essex"   | 2,5–3,0 Liter | 119–128 bhp (87,5–94 kW) | 1968–1972 | 4311      |
| Scimitar GTE SE5a         | Ford V6 "Essex"   | 3,0 Liter     | 135 bhp (99 kW)          | 1972–1975 | 5105      |
| Scimitar GTE SE6          | Ford V6 "Essex"   | 3,0 Liter     | 135 bhp (99 kW)          | 1975–1977 | 543       |
| Scimitar GTE SE6a         | Ford V6 "Essex"   | 3,0 Liter     | 135 bhp (99 kW)          | 1977–1980 | 3877      |
| Scimitar GTE SE6b         | Ford V6 "Cologne" | 2,8 Liter     | 135 bhp (99 kW)          | 1980–1986 | 437       |
| Middlebridge Scimitar GTE | Ford V6           | 2,9 Liter     |                          | 1988–1990 | 77/99     |

## Scimitar GTC (SE8B, 1980–1986)
Die Cabrioletversion des Scimitar GTE kam als Scimitar GTC SE8B auf dem Markt. Sie hatte ein Stoffdach, das über den an den B-Säulen angebrachten Überrollbügel gezogen wurde. Wie der GTE hatte auch der GTC vier Sitze und wurde durch den 2,8 Liter-V6 von Ford Köln angetrieben.
Nur 442 Scimitar GTC wurden gefertigt.

### Produktion
| Modell            | Motorisierung     | Hubraum   | Leistung        | Bauzeit   | Exemplare |
| ----------------- | ----------------- | --------- | --------------- | --------- | --------- |
| Scimitar GTE SE8B | Ford V6 "Cologne" | 2,8 Liter | 135 bhp (99 kW) | 1980–1986 | 442       |